# Rotenonă
Rotenona este o izoflavonă inodoră, incoloră, cristalină. Se găsește în mod natural în semințele și tulpinile mai multor plante, cum ar fi Pachyrhizus erosus, și în rădăcinile mai multor alți membri ai familiei Fabaceae. Acesta a fost primul membru descris al familiei de compuși chimici cunoscuți sub denumirea de rotenoide. Rotenona este aprobată pentru utilizare ca piscicid pentru eliminarea speciilor de pești introduși, invazivi. De asemenea, a fost utilizată ca insecticid cu spectru larg, dar utilizarea sa ca insecticid a fost interzisă în multe țări.